# アンチアリン

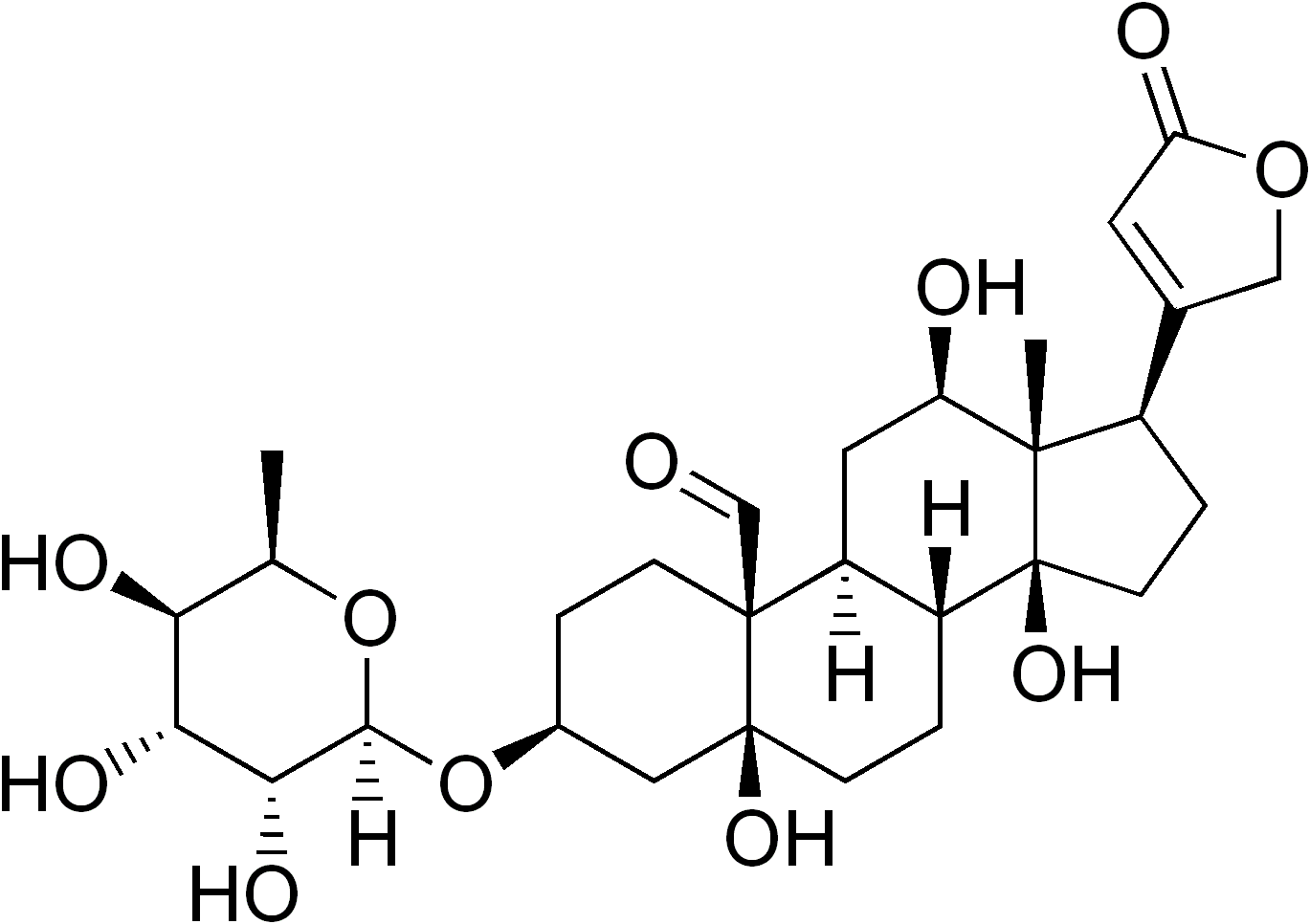
α-アンチアリン

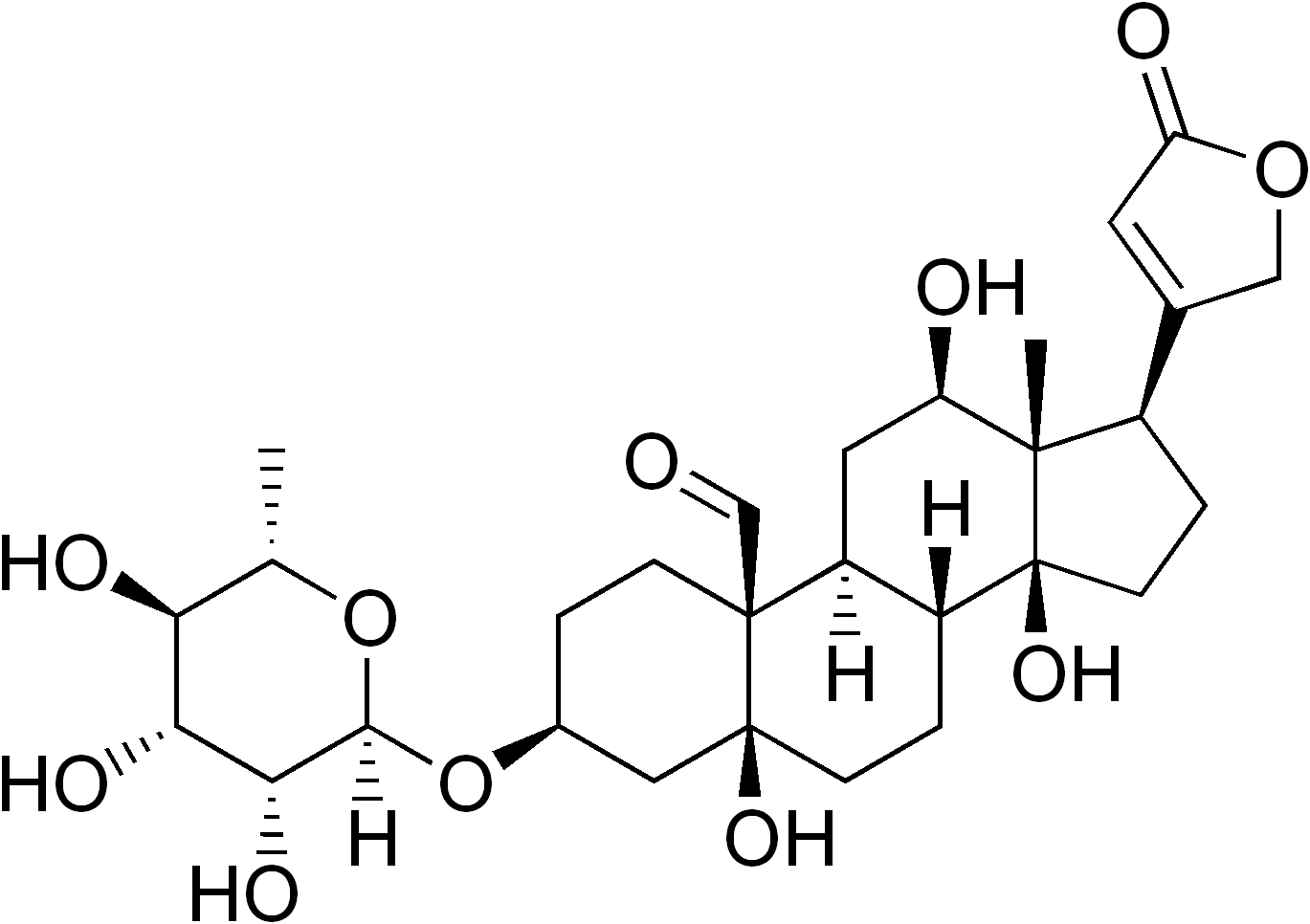
β-アンチアリン

アンチアリン (antiarin) とは、矢毒として用いられる自然毒の一種。　アンチアリス トクシカリア (antiaris toxicaria、別名 イポー、ウパス) という、東南アジア～南アジア原産の常緑樹が持つ乳状の樹液に含まれる。α-アンチアリン（CAS登録番号 [23605-05-2]）、β-アンチアリン（同 [639-13-4]）などを含む ステロールの配糖体の混合物。
原木は悪臭を放つが、乾燥すると臭いが消えるという特性を持ち、造作材、梱包材、合板の芯などに用いられる。